# Goodbye Stranger
Goodbye Stranger és una cançó del grup britànic de rock progressiu Supertramp, que es va publicar al seu sisè àlbum d'estudi, Breakfast in America, el 1979. Tot i tenir un èxit limitat al Regne Unit, va ser un èxit important a altres països; va arribar al número 15 de la llista Billboard Hot 100 i al número 6 a la llista Top 100 de Canada. La va compondre i cantar en Rick Davies mentre que en Roger Hodgson feia les veus d'acompanyament i hi tocava la guitarra.
La revista Rolling Stone va destacar l'honestedat de la seva lletra, i la va qualificar com una fantasía inusualment feliç sobre interminables aventures d'una nit, adornada amb falsets agradables a l'estil de The Beach Boys.
La cançó versa sobre la llibertat de les aventures d'una nit: "Només el pensament d'aquestes dones dolces envia un calfred per les meves venes". El tema i el so pop de la cançó van mostrar un costat més lleuger de la banda i van trobar més èxit comercial. És possible que algunes parts de la lletra facin referència a la marihuana. Així ho indiquen les línies, "Adéu Mary, Adéu Jane", ja que sovint la marihuana es diu "Mary Jane". En aquest context, el cantant n'està renunciant.
El tema es va utilitzar a les pel·lícules Magnolia (1999) i I, Tonya (2017). També es va adaptar per al programa de televisió The Office quan el personatge Michael Scott la va cantar a la seva némesis com "Adéu Toby" en el final de la quarta temporada.